# IEC 61131-3
IEC 61131-3 là phần thứ ba trong 8 phần của international standard IEC 61131, được công bố lần đầu tiên vào tháng 12 năm 1993 bởi IEC(Ủy ban điện quốc tế). Phiên bản hiện tại (thứ 2) được xuất bản vào năm 2003.
Phần 3 của IEC 61131 đề cập đến các ngôn ngữ lập trình và định nghĩa 2 ngôn ngữ lập trình đồ họa và 2 ngôn ngữ lập trình dạng text tiêu chuẩn của PLC(Bộ điều khiển logic khả trình:
- Ladder diagram (LD), đồ họa
- Function block diagram (FBD), đồ họa
- Structured text (ST), dạng text
- Instruction list (IL), dạng text
- Sequential function chart (SFC), gồm các yếu tố để tổ chức chương trình theo dạng nối tiếp(tuần tự) và song song parallel control processing.

## Các dạngDữ liệu
- Bit Strings - Nhóm các giá trị on/off
  - BOOL - 1 bit
  - BYTE - 8 bit
  - WORD - 16 bit
  - DWORD - 32 bit
  - LWORD - 64 bit
- INTEGER(Số nguyên) - Tất cả các chữ số
  - SINT - signed short (1 byte)
  - INT - signed integer (2 byte)
  - DINT - double integer (4 byte)
  - LINT - long integer (8 byte)
  - U - Unsigned - thêm chữ cái U vào trước dạng nào thì sẽ làm dạng đó trở thành không dấu.
- REAL - số thực IEC 559 (IEEE)
  - REAL - (4 byte)
  - LREAL - (8 byte)
- TIME - khoảng thời gian, quá trình.
- Thời gian, ngày tháng:
  - DATE - ngày tháng năm
  - TIME_OF_DAY - thời gian theo giờ phút giây
  - DATE_AND_TIME: thời gian và ngày tháng
- STRING(chuỗi) - các ký tự chuỗi bao quanh một dấu ngoặc kép.
 Hoặc nằm ngoài ký tự dollar.
($$ $' $L $N $P $R $T $xx) => ($ quote linefeed newline page(FF) return tab hex_value)
  - WSTRING - chứa strings nhiều byte.
- Arrays(Mảng) - gồm nhiều giá trị cùng cất giữ trong cùng một biến variable.
- Sub Ranges - Đặt giới hạn cho giá trị ví dụ:(4-20) cho giá trị hiện tại
- Derived - type derived from one of the above types.
  - TYPE - single type
  - STRUCT - composite of several variables and types.
- Generic - Nhóm các dạng trên:
  - ANY
    - ANY_DERIVED
    - ANY_ELEMENTARY
    - ANY_MAGNITUDE
      - ANY_NUM - LREAL, REAL
      - ANY_INT - LINT, DINT, INT, SINT, ULINT, UDINT, UINT, USINT

    - ANY_BIT - LWORD, DWORD, WORD, BYTE, BOOL
    - ANY_STRING - STRING, WSTRING
    - ANY_DATE - DATE, TOD, DT

## Biến
Các thuộc tính của biến: RETAIN, CONSTANT, AT
- Global (toàn cục)
- Direct (local) (địa phương)
- I/O Mapping - Input, Output, I/O
- External (ngoại vi)
- Temporary (tạm thời)

## Cấu hình
- Tài nguyên - ví dụ như CPU
- Tác vụ - Có thể gồm nhiều tác vụ trên một CPU.
- Programs(Chương trình) - Có thể được thực thi một lần, theo một bộ định thì, theo một sự kiện.

## Các đơn vị tổ chức chương trình
- Functions (hàm)
  - Dạng chuẩn: ADD, SQRT, SIN, COS, GT, MIN, MAX, AND, OR, etc.
  - Tự định nghĩa
- Function Blocks (khối chức năng)
  - Dạng chuẩn:
  - Tự định nghĩa - Thư viện các hàm có thể được cung cấp bởi người dùng hoặc hãng thứ ba.
- Chương trình

## Cấu hình, Tài nguyên, Tác vụ
- Cấu hình- các tài nguyên dùng cho quá trình, dung lượng bộ nhớ cho IO, tốc độ thực thi, số lượng tác vụ.